# Bruno Neira González
Gral. Bruno Neira González fue un militar y político mexicano, que fue en dos ocasiones gobernador del estado de Coahuila.    
Bruno Neira González nació el 1 de octubre de 1876 en Sanbuenaventura Coahuila México, sus padres fueron Narciso Neira Flores (1830-1886), María De Los Dolores González Solís (1837-1921), y sus hermanos, en orden, fueron Eulalio (1859-1913), José Victoriano (1860-1937), María Juana Ycunda (1864-1904), María Fidel (1870-1933) y María Betzabeth Neira González (1871-1967).                
El 1 de febrero de 1896 en su ciudad natal de Sanbuenaventura, Coahuila México, Bruno Neira González se casó con una hermosa mujer llamada María De Jesús Flores Flores (1879-???). Juntos tuvieron 4 hijos sobrevivientes, Antonio Neira Flores (1904-1954) Juana Neira Flores (1905-1968) Narciso Neira Flores (1906-1986) y el menor Bruno Neira Flores (1910-1994)     
Estudió la primaria en su lugar natal. Se unió a la causa de Francisco I. Madero en 1910; combatió a los rebeldes orozquistas bajo las órdenes de Pablo González. Participó en los hechos de Divisadero y Puerto del Carmen. Pasó a las fuerzas del general Francisco Murguía, combatió en Monclova, San Buenaventura y en las tomas de Monterrey, Matamoros, Victoria, y Tampico. Entró triunfante a Querétaro, Toluca y Tenancingo. 
Asedió a los zapatistas en “El cañón de la Parada”. En el norte asistió a los choques de Icamole y Huizachito que fueron ganados a los villistas. Continuó combatiendo al villismo en Monclova, Barroterán, Sabinas y Piedras Negras. Ascendido a general brigadier por sus méritos en campaña en 1916.  
Gobernador interino de Coahuila en 1917. Acompañó al presidente Venustiano Carranza hasta Tlaxcalantongo, Puebla, donde este fue asesinado. Nuevamente fue gobernador interino reemplazando a Manuel Pérez Treviño.  
General Bruno Neira González Murió en el 10 de julio de 1945 en Monterrey. Sus restos fueron trasladados a San Buenaventura.                        
- Datos: Q5734563
- Multimedia: Bruno Neira González / Q5734563